# گوکچه‌کوی (آلاداغ)
گوکچه‌کوی (به ترکی استانبولی: Gökçeköy) یک منطقهٔ مسکونی در ترکیه است که در آلاداغ، آدانا واقع شده‌است.